# Maria Anto
Maria Anto, z domu Maria Czarnecka (Antoszkiewicz, Cieślak) (ur. 15 grudnia 1936 lub 1937 w Warszawie, zm. 10 kwietnia 2007 tamże) – polska malarka.

## Życiorys

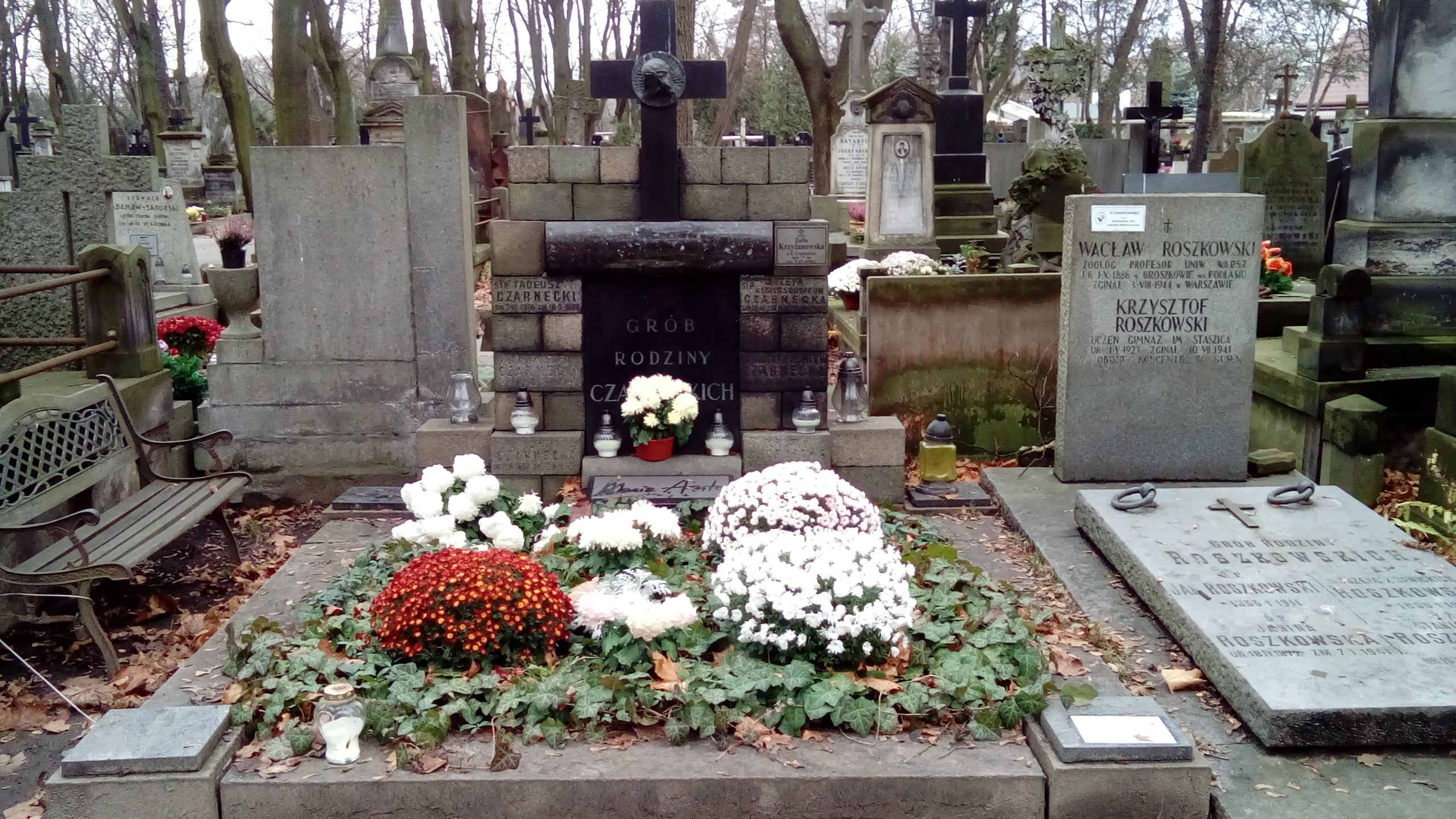
Grób Marii Anto na cmentarzu Powązkowskim

Córka Tadeusza Czarneckiego i Józefiny Nelly Egiersdorff, jednej z pierwszych studentek Wydziału Filozofii Uniwersytetu Warszawskiego (w latach 1918–1922). Według biogramów Muzeum Powstania Warszawskiego, jej ojciec Tadeusz Czarnecki (ps. Uszycki) oraz inni bliscy krewni brali udział w powstaniu warszawskim. Jest matką Krystyny Antoszkiewicz, Zuzanny Janin, Edwarda Antoszkiewicza i Stanisława Cieślaka.
Ukończyła studia (w latach 1954–1960) na Wydziale Malarstwa na ASP w Warszawie w 1960 roku. Brała udział m.in. w Biennale w São Paulo w 1963 roku, oraz w ponad 70 wystawach indywidualnych i wielu wystawach zbiorowych w kraju i zagranicą. Laureatka wielu nagród i wyróżnień za swoją twórczość i poszczególne dzieła. Jej obrazy znajdują się w krajowych i światowych kolekcjach, m.in. Muzeum Narodowym w Warszawie, w Galerii Zachęta w Warszawie czy Muzeum Karlsruhe, Muzeum Sztuki Współczesnej w Sztokholmie oraz kolekcjach prywatnych.
Według opracowania Michała Jachuły, kuratora retrospektywy artystki, oraz relacji jej córki, Maria Anto tworzyła silnie emocjonalne dzieła na granicy surrealizmu, malarstwa fantastycznego i prymitywnego. W latach 70. związana była z galerią Cortina w Mediolanie. Przyjaźniła się z Dino Buzzatim, Maxem Ernstem i Michałem Walickim, który napisał esej do jej katalogu wystawy indywidualnej w Galerii Zachęta w 1966. Jachuła i Janin podają, że była porównywana przez krytyków do Fridy Kahlo, Yves’a Tanguy, Maxa Ernsta, Giorgia de Chirico i Henriego Rousseau, „stworzyła jednak całkowicie własny, indywidualny i niepowtarzalny styl”. W jej obrazach mają wyrażać się – „przełamane magiczną wyobraźnią i erudycją” – lęki i traumy wyniesione z doświadczeń dzieciństwa w okupowanej Warszawie, śmierci najbliższych oraz ocalenia z transportu do niemieckiego obozu koncentracyjnego w Oświęcimiu.
Artystka byłą organizatorką życia artystycznego w czasie stanu wojennego w Polsce. W jej domu i pracowni, w czasie bojkotu oficjalnych instytucji w czasie i po stanie wojennym (1982–1986), odbywały się wystawy i spotkania nieoficjalnego obiegu, organizowała pokazy, współtworzyła Solidarność Artystów równocześnie kontynuując swoją twórczość.
Mieszkała w Warszawie na Żoliborzu. Zmarła 10 kwietnia 2007, pochowana została na Powązkach w rodzinnym grobie Czarneckich (kwatera 57-1-26).
Na przełomie 2017 i 2018 roku w Zachęcie Narodowej Galerii Sztuki w Warszawie odbyła się pośmiertna wystawa retrospektywna prac artystki.

## Nagroda Sztuki im. Marii Anto i Elsy von Freytag-Loringhoven
W 2018 Zuzanna Janin z ramienia Fundacji Miejsce Sztuki powołała Nagrodę Sztuki im. Marii Anto i Elsy von Fraytag-Loringhoven w dziedzinie sztuki wizualnej w 3 kategoriach: 
- nagroda dla młodej artystki
- nagroda za dorobek i postawę artystyczną dla artystki polskiej
- nagroda za dorobek i postawę artystyczną dla artystki zagranicznej.

W pierwszych latach edycji nagroda będzie przeznaczona wyłącznie dla kobiet artystek. W roku 2018 nagrodę otrzymały: Adelina Cimochowicz, Katarzyna Górna i Carolee Schneemann. Uroczyste rozdanie nagrody odbyło się 15 grudnia 2018 w Narodowej Galerii Sztuki Zachęta w symbolicznym dniu urodzin Marii Anto i rocznicy śmierci Elsy von Freytag-Loringhoven. W roku 2019 nagrodę otrzymały: Katarzyna Kukuła, Teresa Gierzyńska i Phyllida Barlow. Uroczyste rozdanie nagrody odbyło się 15 grudnia 2019 w Muzeum Sztuki Nowoczesnej w Warszawie.